# One Shot Festival Volume 3
One Shot Festival vol. 3 è un album compilation di brani che hanno partecipato al Festival di Sanremo, pubblicato dalla Universal su CD (catalogo 025 2 79516 3) nel 2012 e appartenente alla più vasta collana denominata One Shot.

## Il disco
Terza raccolta della serie One Shot Festival dedicata a canzoni significative proposte in gara durante le varie edizioni annuali della manifestazione sanremese. A differenza dei due precedenti, questo volume non contiene alcun brano fuori concorso di cantanti italiani ospiti.

## Tracce
L'anno di partecipazione al Festival, indicato insieme al piazzamento ottenuto in classifica, corrisponde sempre a quello di pubblicazione del singolo (per regolamento le canzoni presentate devono essere inedite, pena l'esclusione dalla kermesse) e all'anno dell'album che contiene il brano, altrimenti viene indicato anche l'anno dell'album.

### CD 1
1. Alex Britti – Oggi sono io – 3:51 (Alessandro Britti) – Vince Giovani 1999
2. Daniele Silvestri – Salirò – 3:59 (Daniele Silvestri) – 14º posto Campioni 2002
3. Carmen Consoli – Confusa e felice – 3:39 (Carmen Consoli) – NON finalista Campioni 1997
4. Samuele Bersani – Replay – 4:23 (testo: Bersani, Lucio Dalla – musica: Bersani, Beppe D'Onghia) – 5º posto Campioni 2000
5. Gianluca Grignani – Destinazione Paradiso – 3:49 (testo: Grignani, Massimo Luca – musica: Grignani) – 6º posto Nuove Proposte 1995
6. Silvia Salemi – A casa di Luca – 3:59 (testo: Salemi, Giampiero Artegiani – musica: Artegiani) – Finalista (4º posto) Campioni 1997
7. Biagio Antonacci – Voglio vivere in un attimo – 4:23 (testo: Antonacci – musica: Ron) – NON finalista Nuove Proposte 1988, 1989
8. Bluvertigo – L'assenzio (The Power of Nothing) – 3:54 (Luca Urbani, Marco Castoldi) – 16º posto (ultimo) Campioni 2001
9. Alexia – Dimmi come... – 3:33 (testo: Alessia Aquilani – musica: Aquilani, Massimo Marcolini) – 2º posto Campioni 2002
10. Annalisa Minetti – Senza te o con te – 4:15 (testo: Paola Palma – musica: Massimo Luca) – Vince Campioni e Nuove Proposte 1998
11. Dolcenera – Siamo tutti là fuori – 4:13 (Emanuela Trane) – Vince Nuove Proposte 2003
12. Negrita – Tonight – 3:26 (Pau, Drigo, Mac, Fabrizio Barbacci, Francesco Li Causi) – 18º posto Campioni 2003
13. Timoria – L'uomo che ride – 3:48 (Omar Pedrini) – NON finalista Novità 1991
14. Daniele Groff – Sei un miracolo – 3:44 (Daniele Groff) – 16º posto 2004
15. Enrico Ruggeri e Andrea Mirò – Nessuno tocchi Caino – 4:10 (testo: Ruggeri – musica: Ruggeri, Roberta Mogliotti) – 4º posto Campioni 2003
16. Virginio – Davvero – 3:41 (testo: Virginio Simonelli – musica: Simonelli, Paolo Agosta) – NON finalista Giovani 2006
17. Piotta – Ladro di te – 3:40 (testo: Tommaso Zanello, Emiliano Rubbi – musica: Zanello, Rubbi, Matteo Altomare) – 22° (ultimo) posto 2004
18. Sabina Guzzanti e La Riserva Indiana – Troppo sole – 4:13 (David Riondino) – 18 posto Campioni 1995, no album

### CD 2
1. I Camaleonti – Eternità – 3:32 (testo: Giancarlo Bigazzi – musica: Claudio Cavallaro) – 4º posto 1970, 1973[1]
2. Leano Morelli – Nata libera – 4:30 (testo: Leano Morelli – musica: Enzo Crippa) – NON finalista 1976
3. Fabio Vanni – Lei balla sola – 3:34 (testo: Franca Poli, Maria Antonietta Merla – musica: Elisabetta Paselli) – 7° (penultimo) posto Nuove Proposte 1984, no album
4. Riccardo Fogli – Io ti prego di ascoltare – 4:23 (testo: Guido Morra – musica: Maurizio Fabrizio) – 9º posto Campioni 1991[2]
5. Orietta Berti – Omar – 3:09 (testo: Luciano Beretta – musica: Crino alias Giovanni Moretto, Lumni alias Mario Battaini) – 11º posto 1976
6. Fabio Concato – Ciao Ninìn – 4:31 (Fabio Concato) – 9º posto Campioni 2001
7. Fiordaliso – Non voglio mica la luna – 4:43 (Luigi Albertelli, Zucchero Fornaciari, Enzo Malepasso) – 5º posto Campioni 1984[3]
8. Anna Oxa – Donna con te – 4:00 (testo: Danilo Amerio, Luciano Boero, Gianni Belleno – musica: Danilo Amerio) – Finalista Campioni 1990
9. Ivana Spagna – Gente come noi – 4:09 (testo: Ivana Spagna, Marco Marati, Fio Zanotti – musica: Ivana e Giorgio Spagna, Angelo Valsiglio) – 3º posto Campioni 1995
10. Milva – The Show Must Go On – 4:22 (Giorgio Faletti) – Finalista Campioni 2007
11. Marco Armani – Tu dimmi un cuore ce l'hai – 4:31 (testo: Paolo Armenise – musica: Marco Armenise) – 11º posto Campioni 1985
12. Enzo Malepasso – Ti voglio bene – 3:40 (Enzo Malepasso, Salvatore De Pasquale) – 2º posto 1980
13. Christian – Cara – 3:41 (Mario Balducci) – 3º posto Campioni 1984
14. Nada – Guardami negli occhi – 4:30 (Nada Malanima) – 10º posto Campioni 1999
15. Rossana Casale – Brividi – 3:29 (testo: Guido Morra – musica: Maurizio e Salvatore Fabrizio) – 20º posto Big 1986
16. Antonella Ruggiero – Amore lontanissimo – 4:11 (Antonella Ruggiero, Roberto Colombo) – 2º posto Campioni 1998
17. Gatto Panceri – L'amore va oltre – 4:33 (Luigi Giovanni Maria Panceri) – NON finalista Nuove Proposte 1992
18. Tony Esposito e Eugenio Bennato – Novecento Aufwiedersehen – 4:26 (testo: Esposito, Bennato – musica: Carlo D'Angiò) – Finalista Campioni 1990[4]